# تاريخ مصر الأيوبي
إن تاريخ مصر الأيوبية ، الذي بدأ بعد انتهاء الحكم الفاطمي ، يتجسد في شخصية صلاح الدين الذي أصبح في آخر العصر الفاطمي وزيرًا في مصر قبل انقلابهم، وذلك بفضل القوة التي عبر عنها نور الدين عن طريق قائده شيركوه. وبعد الوفاة المفاجئة للقائد الكردي نور الدين زنكي (23 آذار 1169م)، انتقلت قيادة القوات الزنكية في مصر، بموافقة الأخير، إلى ابن شقيق شيركوه: صلاح الدين الأيوبي تحديدًا. كان صفات صلاح الدين العسكرية غير عادية أكسبته احترامًا بالغًا من جانب خصومه الصليبيين ومن جانب بعض الأدبيات البريطانية في القرن التاسع عشر (وخاصة السير والتر سكوت) التي نشرت شهرته على نطاق واسع في الغرب المسيحي حتى يومنا هذا.وقد أعلن الخطبة باسم الخليفة العباسي بعد وفاة العاضد الفاطمي، وسجن أبنائه. ولكن عندما توفي نورالدين بدوره (15 أيار 1174) لم يكن هناك شيء يمكن أن يمنع قائده الكردي من المطالبة بالاستقلال الكامل وحتى محاولة إخضاع الممتلكات الزنكية التي ورثها في هذه الأثناء أبناء سيده المتوفى: حلب والموصل.

## فهرس
- تاريخ كامبريدج لمصر: مصر الإسلامية، 640-1517 (المحرران: كارل ف. دالي وم. و. بيتري)، مجلدان. ، منشورات MD الخاصة المحدودة. المحدودة، 1996، ISBN 8175330082 تاريخ كامبريدج لمصر (المجلد الأول) على books.google.it ، وعلى وجه الخصوص:

1. مايكل تشامبرلين، "العصر الصليبي والدولة الأيوبية".